# Odd Klingenberg

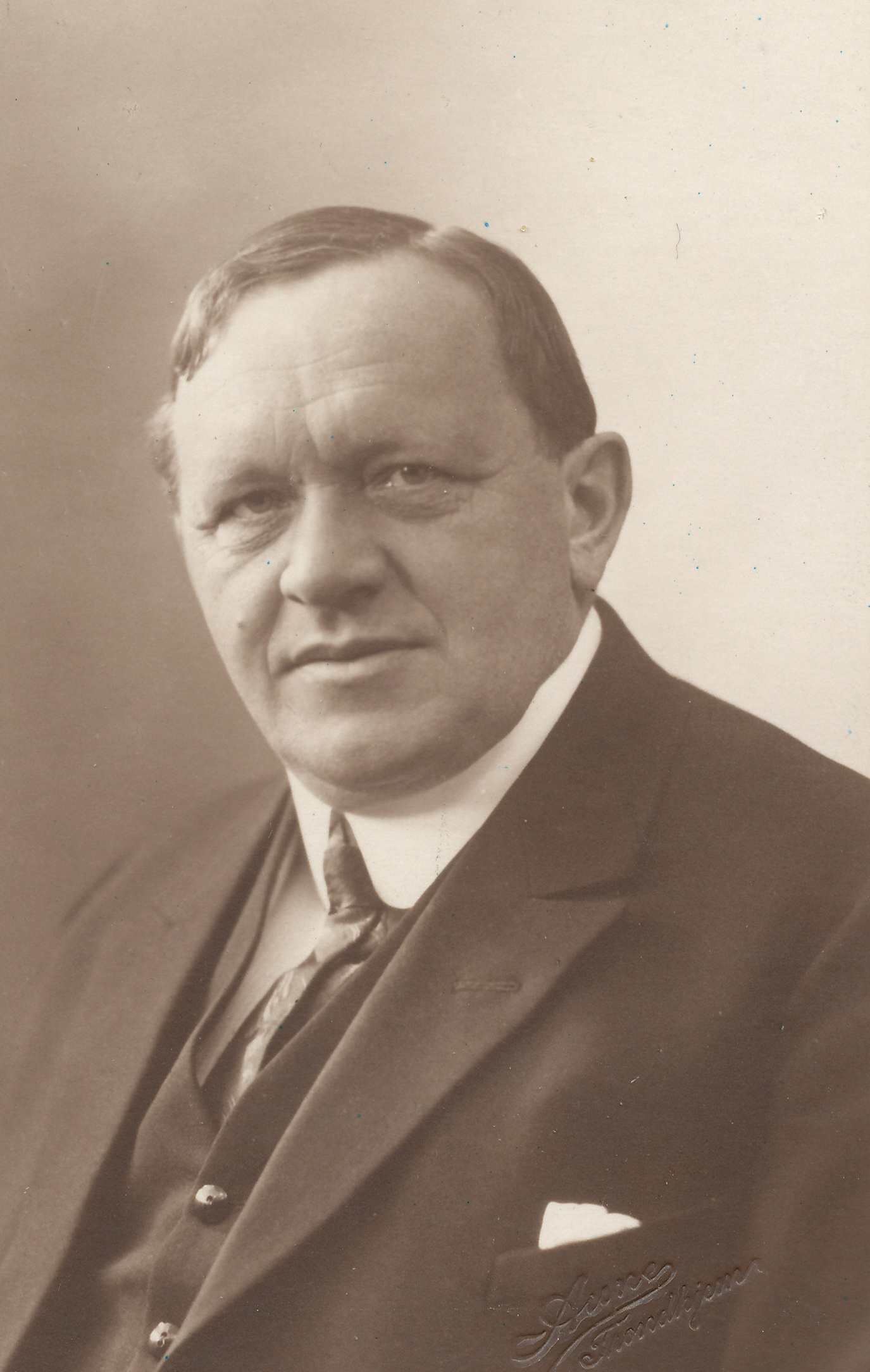
Odd Klingenberg, 1930-talet.

Odd Sverressøn Klingenberg, född 8 juni 1871, död 3 november 1944, var en norsk jurist och politiker.
Klingenberg blev juris kandidat 1894 och advokat i Trondhjem 1902. Han verkade som framträdande kommunalman där och var stadsfullmäktiges ordförande 1911-16 och det konservativa partiets ledare. 1906-09 och 1919-24 var Klingenberg medlem av Stortinget, där han anslöt sig till högern. Han var socialminister i Otto Bahr Halvorsens regering 1920-21, justitieminister i Halvorsens regering 1923 samt 1923-24 i Abraham Berges regering.